# گزارش کورهر

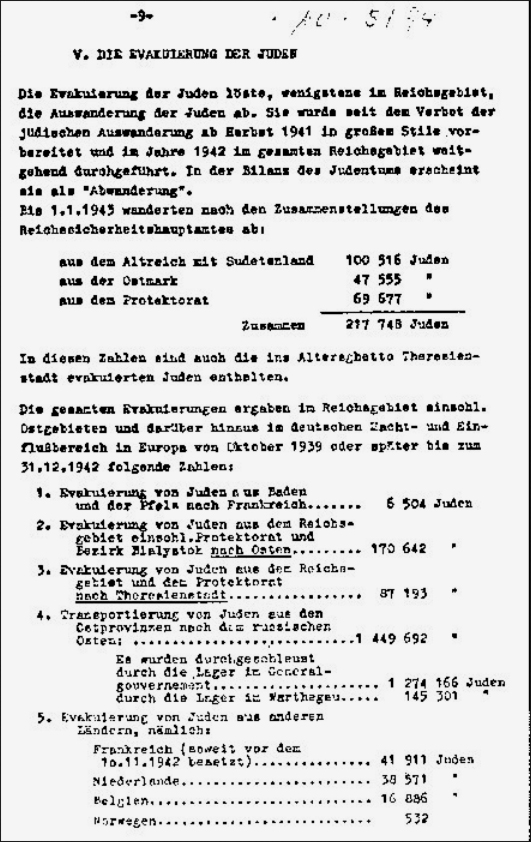
صفحه ۹ گزارش کورهر، امضاشده در ژانویه ۱۹۴۳. در تصویر می‌توان تعداد یهودیانی را که به اردوگاه مرگ خلمنو فرستاده شده‌اند دید.

گزارش کورهر سندی ۱۶ صفحه‌ای در زمینه پیشرفت هولوکاست در اروپای تحت کنترل آلمان نازی است. این سند در ژانویه ۱۹۴۳ توسط دکتر ریچارد کورهر، سربازرس اداره آمار اس‌اس، با عنوان die Endlösung der Judenfrage (راه حل نهایی برای مسئله یهود) برای هاینریش هیملر فرستاده شده بود. در این گزارش، که به سفارش هیملر تهیه شده بود، کورهر تخمین می‌زند که از ۱۹۳۷ تا دسامبر ۱۹۴۲، تعداد یهودیان اروپا به میزان ۴ میلیون تن کاهش پیدا کرده‌است. همچنین، میان اکتبر ۱۹۳۹ و ۳۱ دسامبر ۱۹۴۲ (در تصویر روبرو)، ۱٫۲۷۴ میلیون یهودی در اردوگاه‌های دولت عمومی، و ۱۴۵٬۰۰۰ تن نیز در رایخس‌گائو وارته‌لاند (مکان اردوگاه مرگ خلمنو) «پردازش» شده بودند.
کاهش جمعیت یهودیان شوروی ساکن سرزمین‌های اشغال شده در جریان عملیات بارباروسا به دلیل کمبود داده‌های آماری در این گزارش شامل نشده بود. اطلاعات مورد استفاده نیز از سوی اداره اصلی امنیت رایش تأمین شده بود که گزارش‌های اس‌اس را دربارهٔ یهودیانی که تا آن هنگام «اخراج» شده بودند، دریافت می‌کرد. به درخواست هیملر که قصد داشت سند را با هیتلر در میان بگذارد، واژه «مشی ویژه» که در گزارش برای اشاره به راه‌حل نهایی گذاشته شده بود توسط کورهر به «پردازش شده» تغییر پیدا کرد.

## تاریخچه
گزارش اولیه که در ۱۶ صفحه تنظیم شده بود در ۲۳ مارس ۱۹۴۳ ارائه شد. به درخواست هیملر، متن کوتاه‌تری با ۶ و نیم صفحه در ۳۱ مارس ۱۹۴۳ بازنویسی شد. گزارش کامل اشاره دارد به تعداد یهودیان باقی‌مانده در آلمان، اتریش و اروپا؛ جزئیات یهودیان بازداشت‌شده در اردوگاه‌های آلمان نازی؛ تعداد یهودیانی که بر اثر عوامل طبعی از ۱۹۳۳ به آن سو کشته شده‌اند؛ و نیز تعداد یهودیانی که به سرزمین‌های شرقی تبعید شده‌اند. هیملر گزارش را به شکل محرمانه اش پذیرفت، اما برای تخمین‌های مختصر شده، کورهر واژهٔ «مشی ویژه» (به آلمانی: Sonderbehandlung) را به «پردازش شده» تغییر داد؛ یعنی که با یهودیان باروش و مشی ویژه ای برخورد نشده‌است، بلکه صرفاً «پردازش» شده‌اند.
در این گزارش تخمین زده شده‌است که جمعیت یهودیان اروپا از ۱۹۳۷ تا دسامبر ۱۹۴۲ به اندازه ۴ میلیون نفر کاهش پیدا کرده‌است. کورهر این کاهش جمعیت را به «مهاجرت، تا اندازه ای به دلیل مرگ و میر زیاد یهودیان در اروپای غربی و مرکزی، تا اندازه ای دیگر اخراج‌ها به ویژه در مناطق با جمیعت یهودی بیشتری چون سرزمین‌های شرقی که در اینجا هنوز در حال انجام متصور شده‌است» مرتبط دانست.
به نوشته کورهر:
نباید فراموش کرد که از میان کشته‌شدگان یهودی شوروی در مناطق اشغالی شرقی تنها بخشی [از آن‌ها] شمارش شده‌اند، در حالی که کشته‌شدگان در باقی سرزمین‌های اروپایی روسیه و نیز خط مقدم جنگ به هیچ روی شمارده نشده‌اند. به علاوه، یهودیان در درون شوروی نیز اقدام به جابجایی به مناطق آسیایی کرده‌اند که این [جابجایی‌ها] برای ما ناشناخته هستند. به همچنین، جابجایی یهودیان کشورهای اروپایی بیرون از دایرهٔ تأثیر آلمان به شکلی بسیار گسترده اما برای ما ناشناخته است. در کل، به نظر می‌رسد یهودیت اروپایی از ۱۹۳۳، یعنی در نخستین دهه قدرت گرفتن حزب سوسیال ناسیونالیست آلمان، به این سو می‌بایست نیمی از جمعیت خود را از دست داده باشد.
پس از پایان جنگ، کورهر هر گونه اطلاعی از هولوکاست را انکار کرد و گفت که او «دربارهٔ پاکسازی‌ها تنها پس از سقوط آلمان نازی شنیده بود». در ژوئیه ۱۹۷۷ نیز، کورهر در نامه ای به مجله اشپیگل ادعا کرد که گزارش را بر پایه درخواست هیملر تهیه نکرده بود.